# ماور (بادن)
ماور (به آلمانی: Mauer) یک شهر در آلمان است که در راین-نکار-کرایس واقع شده‌است.